# Taringa telopia
Taringa telopia är en snäckart som beskrevs av Er. Marcus 1955. Taringa telopia ingår i släktet Taringa och familjen Discodorididae.

## Underarter
Arten delas in i följande underarter:
- T. t. telopia
- T. t. disa